# Rzymiec (Skierniewice)
Pour les articles homonymes, voir Rzymiec.
Rzymiec est une localité polonaise de la gmina et du powiat de Skierniewice en voïvodie de Łódź.